# سيمون يول
سيمون يول (بالإنجليزية: Simon Youl)‏ مواليد 1 يوليو 1965 في لاونسستون، هو لاعب كرة مضرب أسترالي سابق بدأ مسيرته كمحترف سنة 1983 وكان يلعب باليد اليمنى، اعتزل اللعب في 1994. أعلى تصنيف له في الفردي كان المركز الـ 80 في سنة 1992. سبق أن شارك في دورة الألعاب الأولمبية الصيفية.

## روابط خارجية
- سيمون يول على موقع رابطة محترفي التنس (الإنجليزية)
- سيمون يول على موقع الاتحاد الدولي لكرة المضرب (الإنجليزية)
- سيمون يول على موقع اتحاد التنس الأسترالي (الإنجليزية)
- سيمون يول على موقع خلاصة التنس.كوم (الإنجليزية)
- سيمون يول على موقع أوليمبيديا (الإنجليزية)